# Zootzen (Friesack)
Zootzen, bestehend aus den Siedlungen Damm, Briesener-Zootzen, Klessener-Zootzen und Friesacker-Zootzen, ist ein Ortsteil von Friesack im Landkreis Havelland (Brandenburg). Sein Gebiet hat Anteil am Wald Zootzen. Der Ort hatte 2016 insgesamt 258 Einwohner.

## Ortsname
Eine im Luch gelegene Erhöhung oder Insel ist eine der Umgebung angepasste Erklärung, da Zootzen im sumpfigen Umland lag. Doch auch das slawische "sosna" die Kiefer (polnisch sosna = Kiefer, russisch сосна (ausgesprochen: sasná)) ist eine passende Erklärung, da der Zootzen urwaldartig bewaldet war. Im Friesacker Zootzen sollen die ältesten und mächtigsten Eichen gestanden haben, da man sie wegen des sumpfigen Umlands nicht fällen und transportieren konnte.

Die Namen der Ortsteile Briesener-Zootzen, Klessener-Zootzen und Friesacker-Zootzen lassen sicherlich Rückschlüsse auf die Besitzverhältnisse derer von Bredow im Zootzen innerhalb ihrer Linien und Abzweige zu. So schrieb Theodor Fontane 1889 über den Bredower Besitz:

| a. Friesacker Anteil | 1700 Morgen |
| b. Kleßener Anteil   | 1560 Morgen |
| c. Briesener Anteil  | 2200 Morgen |
| d. Wagenitzer Anteil | 3200 Morgen |
|                      |             |
|                      | 8660 Morgen |

„Also (wenn noch bestanden mit Bäumen, was fraglich) ⅓ Meile, so daß der Zootzen zu Zeit ein großes Drittel vom Ländchen Friesack einnimmt.“
Der Wagenitzer Zootzen, ein Vorwerk zum Gut Wagenitz und eine Försterei lagen östlich des Briesener Zootzen und gehörten seit 1931 zu Vietznitz. Die Besitzverhältnisse derer von Quast im Zootzen hingegen müssen sehr gering gewesen sein, so dass es sich beim Quastschen Zootzen wahrscheinlich nur um ein Stück Wald handelte.

## Nachbarorte
- Nackel – Ortsteil der Gemeinde Wusterhausen/Dosse
- Lentzke – Ortsteil der Gemeinde Fehrbellin
- Brunne – Ortsteil der Gemeinde Fehrbellin
- Betzin – Ortsteil der Gemeinde Fehrbellin
- Vietznitz – Ortsteil der Gemeinde Wiesenaue
- Friesack, Stadt
- Wutzetz – Ortsteil der Stadt Friesack

## Topografie
Der Ort liegt bei den geographischen Koordinaten 52° 47′ N, 12° 36′ O – in einer Höhe von 29 m ü. NHN. Es umfasst eine Fläche von 27,23 km² und hat bei 364 Einwohnern (Stand: 31. Dezember 2001) eine Bevölkerungsdichte von 13,4 Einwohner/km². Der Ort liegt abseits der Bundesstraße 5 und ist über die Landesstraße zwischen Friesack und Nackel zu erreichen. Im Ortsteil Damm nach rechts abgebogen und mit den nun folgenden 3 kleinen Ortsteilen (Briesener-Zootzen, Klessener-Zootzen und Friesacker-Zootzen) zusammen hat man einmal Zootzen durchquert.

## Verkehr
Zootzen ist durch die Havelbus Linie 665 der HVG mit Friesack verbunden.

## Geschichte
Zootzen wurde im Jahre 1315 als "Zuzen" erstmals erwähnt. In späteren Jahren wurde der Ort in wechselnder Schreibweise erwähnt – als „Zuzen“, 1388 als „Crotzen“, 1392 als „Crutzen“ und im Jahre 1772 der heutigen Schreibweise schon sehr ähnlich „Zotzen“. 35 Einwohner zählte 1772 der Ort „Zotzen“. Seit dem 31. Dezember 2002 ist Zootzen ein Ortsteil der Stadt Friesack.

## Sehenswürdigkeiten
- die Schwedenschanze aus dem Dreißigjährigen Kriege an der Straße zwischen Friesacker Zootzen und Klessener Zootzen
- zwei Burgwälle aus dem 9. Jahrhundert, ein altslawischer Burgwall (Klessener Zootzen), der ein Burgbezirksmittelpunkt ist, sowie eine slawische Fluchtburg (Briesener Zootzen) – allesamt über ausgeschilderte Wanderwege zu erreichen
- ein Naturlehrpfad durch das Naturschutzgebiet, dem Westteil des Zootzen